# Mertensfunktionen
Mertensfunktionen är inom talteorin en aritmetisk funktion, som uppkallats efter den polske matematikern Franz Mertens, och som definieras enligt:
{\displaystyle M(n)=\sum _{k=1}^{n}\mu (k)}
där μ(n) är möbiusfunktionen. Eftersom möbiusfunktionen bara antar värden -1, 0 och 1 kan M(n) aldrig vara större än n.

## Representationer

### Integralrepresentationer
Genom att använda Eulerprodukten får man
{\displaystyle {\frac {1}{\zeta (s)}}=\prod _{p}(1-p^{-s})=\sum _{n=1}^{\infty }{\frac {\mu (n)}{n^{s}}}}
där {\displaystyle \zeta (s)} är Riemanns zetafunktion och produkten är över alla primtal. Sedan får man med Perrons formel
{\displaystyle {\frac {1}{2\pi i}}\oint _{C}{\frac {x^{s}}{s\zeta (s)}}\,ds=M(x)}
där C är en sluten kurva som går runt alla rötter av {\displaystyle \zeta (s).}
Som ett korollarium får man Mellintransformationen
{\displaystyle {\frac {1}{\zeta (s)}}=s\int _{1}^{\infty }{\frac {M(x)}{x^{s+1}}}\,dx}
som gäller för {\displaystyle \mathrm {Re} (s)>1.}

### Som en summa över Fareyfraktioner
En annan formel för Mertensfunktionen är
{\displaystyle M(n)=\sum _{a\in {\mathcal {F}}_{n}}e^{2\pi ia}}   där   {\displaystyle {\mathcal {F}}_{n}}   är Fareyföljden av ordning n.
Denna formel används i beviset av Franel–Landaus sats.

## Relation till andra funktioner
Mertens gav en relation mellan Mertensfunktionen och Tjebysjovs andra funktion:
{\displaystyle \psi (x)=M\left({\frac {x}{2}}\right)\log(2)+M\left({\frac {x}{3}}\right)\log(3)+M\left({\frac {x}{4}}\right)\log(4)+\cdots .}